# 1812 en littérature
| Années de la littérature : 1809 - 1810 - 1811 - 1812 - 1813 - 1814 - 1815    |
| Décennies de la littérature : 1780 - 1790 - 1800 - 1810 - 1820 - 1830 - 1840 |

Cet article présente les faits marquants de l'année 1812 en littérature.

## Événements
- Première chaire de slovène au lycée de Graz[1].

## Presse
- Le fils de la Patrie, périodique de Gretsch.

## Parutions

### Essais
- Madame de Staël : Réflexions sur le suicide.

### Poésie
- Arvid August Afzelius : La Gerbe.
- Début de la publication du long poème narratif en quatre chants Le Pèlerinage de Childe Harold de Lord Byron ;
- Vassili Joukovski : Le Poète dans le camp des guerriers russes.

### Romans
- Les Frères Grimm : Contes enfantins, recueil de Contes et légendes (Blanche-neige, Hänsel et Gretel, etc).
- Le Robinson suisse de Johann David Wyss.

## Principales naissances
Janvier
- 6 janvier : Knud Knudsen, professeur, linguiste et auteur norvégien († 1895).
- 8 janvier : Vassili Botkine, écrivain, critique littéraire et traducteur russe († 1869).
- 13 janvier : Victor de Laprade, poète, homme de lettres et homme politique français († 1883).
- 15 janvier : Peter Christen Asbjørnsen, écrivain norvégien († 1885).
- 26 janvier : Hyacinthe Gariel, bibliothécaire et historien français († 1890).

Février
- 2 février : Yevhen Hrebinka, écrivain et poète romantique ukrainien († 1848).
- 3 février : Léon Duchesne de La Sicotière, homme politique et historien local  († 1895).
- 7 février : Charles Dickens, écrivain anglais († 1870).
- 15 février : Rufus Griswold, anthologiste, rédacteur en chef, poète et critique littéraire américain  († 1857).
- 18 février : Charles Ribeyrolles, écrivain, journaliste français († 1860).
- 26 février : Émile Nau, journaliste, historien et homme politique haïtien († 1860).
- 27 février : Samo Chalupka, poète romantique slovaque († 1883).
- 28 février : Berthold Auerbach, écrivain allemand († 1889).

Mars
- 5 mars : Guillaume Joseph Gabriel de La Landelle, officier de marine, journaliste et homme de lettres français, romancier de la mer († 1886).
- 13 mars : Félix Liebrecht, auteur belge († 1890).
- 16 mars : Eugène Nyon, romancier et vaudevilliste et français († 1870).
- 22 mars : Stephen Pearl Andrews, auteur politique américain († 1886).
- 25 mars : Alexandre Herzen, philosophe, écrivain et essayiste politique occidentaliste russe († 1870).

Avril
- 2 avril : John Forster, écrivain et biographe britannique († 1876).
- 10 avril : János Garay, poète hongrois  († 1853).
- 17 avril : Philippe Édouard Cauderlier, auteur gastronomique belge († 1887).
- 19 avril : Karl Marquardt, historien allemand († 1882).
- 20 avril :
  - Paul Ackermann, linguiste français († 1846).
  - Friedrich von Sallet, écrivain allemand († 1843).
- 24 avril : Édouard Le Héricher, archéologue et philologue français († 1890).
- 30 avril : Gustave Albitte, dramaturge français († 1898).

Mai
- 7 mai : Robert Browning, poète et dramaturge anglais († 1889).
- 15 mai : Charles Léopold Louandre, historien et un bibliographe français († 1882).
- 16 mai : Camille Doucet, poète et auteur dramatique français († 1895).
- 19 mai : Charlotte Guest, traductrice britannique  († 1895).
- 24 mai : Émile de La Bédollière, écrivain, journaliste et traducteur français († 1883).

Juin
- 3 juin : James John Garth Wilkinson, écrivain anglais  († 1899).
- 6 juin : Ivan Gontcharov, écrivain russe  († 1891).
- 21 juin :
  - Moses Hess, philosophe socialiste allemand († 1875).
  - Alphonse Peyrat, journaliste et un homme politique français († 1890).
- 28 juin : Ludwig von Strümpell, philosophe et pédagogue allemand († 1899).

Juillet
- 3 juillet : André Borel d'Hauterive, historien, généalogiste, professeur à l'École des chartes, conservateur à la bibliothèque Sainte-Geneviève  († 1896).
- 5 juillet : Adelbert von Keller, philologue romantique allemand († 1883).
- 12 juillet : Mirza Fatali Akhundov, écrivain azerbaïdjanais († 1878).
- 22 juillet : Marc-Michel, littérateur et vaudevilliste français († 1868).
- 28 juillet : Józef Ignacy Kraszewski, romancier polonais († 1887).

Août
- 12 août :
  - Samuel Stehman Haldeman, naturaliste et linguiste américain († 1880).
  - John Oxenford, dramaturge, linguiste et traducteur anglais († 1877).
- 12 octobre : Otto von Corvin, journaliste libéral allemand († 1886).

Septembre
- 11 septembre : Pierre-Louis-Napoléon Chernoviz, médecin, écrivain scientifique et éditeur polonais  († 1881).
- 22 septembre : Samuel Wells Williams, linguiste, missionnaire et sinologue américain († 1884).
- 28 septembre : Anatole Dauvergne, artiste peintre, journaliste, écrivain, historien et archéologue français († 1870).

Octobre
- 17 octobre : Charles Piot, historien, archéologue, archiviste et numismate belge († 1899).
- 23 octobre : Charles Dugast-Matifeux, historien français († 1894).
- 25 octobre : Frédéric Godet, écrivain et théologien suisse († 1900).

Novembre
- 9 novembre :
  - Jean-Barthélemy Hauréau, historien, journaliste et administrateur français († 1896).
  - Napoléon Aubin, journaliste, écrivain, éditeur québécois d'origine suisse († 1890).
- 14 novembre : Aleardo Aleardi, poète romantique italien († 1878).
- 16 novembre : Pierre-Michel-François Chevalier, auteur, historien et journaliste français († 1863).
- 19 novembre :
  - Edmond Jurien de La Gravière, amiral et auteur français († 1892).
  - Adalbert Kuhn, philologue et folkloriste allemand († 1881).
  - Eugène de Mirecourt, journaliste et écrivain français († 1880).
- 20 novembre : François-Réal Angers, auteur et journaliste québécois († 1860).
- 25 novembre : Henry Mayhew, journaliste anglais († 1887).

Décembre
- 3 décembre : Hendrik Conscience, écrivain belge d'expression néerlandaise († 1883).
- 6 décembre : Gustave Vaëz, librettiste et traducteur († 1862).
- 7 décembre : Fredrik Georg Afzelius, philosophe suédois († 1896).
- 10 décembre : Charles Weiss, historien français († 1864).
- 11 décembre : Coriolan Ardouin, poète haïtien († 1835).
- 31 décembre : Ismaÿl Urbain, journaliste et interprète français († 1884).

date imprécise
- Charles Castellan, poète mauricien († 1851).
- Julien Daillière, poète lyrique et auteur dramatique français († 1887).
- Robert Gordon Latham, philologue et ethnologue britannique († 1882).
- Charles Grandgagnage, linguiste belge († 1878).
- Marie-Reine Guindorf, journaliste et féministe française († 1837).
- Mahmoud Kabadou, théologien et universitaire tunisien († 1871).
- Zygmunt Krasiński, écrivain et dramaturge franco-polonais († 1859).
- Louis Leroy, journaliste, auteur dramatique, peintre de genre et graveur français († 1885).
- Amand Neut, journaliste et essayiste belge († 1884).
- Giulietta Pezzi, écrivaine et journaliste italienne  († 1878).
- Edward Shepherd Creasy, historien britannique († 1878).
- Tomàs Villarroya i Sanz, poète espagnol († 1856).